# Spettrometria MIKES
La spettrometria MIKES è una tecnica di spettrometria di massa oggi abbandonata; MIKES è l'acronimo dell'inglese mass-analyzed ion kinetic energy spectrometry. In questa tecnica si monta l'analizzatore di massa a doppio fuoco in geometria inversa (prima il settore magnetico e poi il settore elettrostatico). Il voltaggio di accelerazione V, e il campo magnetico B, sono impostati per selezionare uno ione precursore a un determinato m/z. Lo ione precursore si frammenta in una zona priva di campo elettrico tra i due settori e viene analizzato il rapporto energia cinetica/carica degli ioni prodotto. La larghezza dei picchi degli ioni prodotto è in relazione con la distribuzione di energia cinetica liberata durante il processo di dissociazione.